# シュノーケル (バンド)
シュノーケル（英語: SNOWKEL）は、日本のスリーピースロックバンドである。2004年に結成され、2005年にシングル『大きな水たまり』でメジャー・デビュー。2010年に一度活動休止し、2014年に活動再開。
バンド名には、「人生という海に疲れたときに音楽で息継ぎをして欲しい」という願いが込められている。また、メンバー全員が眼鏡を掛けていることから、「3ピース・メガネ・ギターロック・バンド」と紹介されることがある。

## メンバー
※公式サイト「PROFILE」を参照。
| 名前                       | プロフィール                 | 担当             | 血液型 |
| -------------------------- | ---------------------------- | ---------------- | ------ |
| 西村晋弥 (にしむら しんや) | 1982年1月21日（43歳） 宮崎県 | ボーカル、ギター | A型    |
| KABA_3 (かばさん)          | 1982年7月29日（43歳） 福岡県 | ベース           | B型    |
| 山田雅人 (やまだ まさと)   | 1982年11月9日（42歳） 福岡県 | ドラムス         | A型    |

### サポートメンバー
| 人名                  | パート（ライブ）           | パート（レコーディング）         | 参加期間                           |
| --------------------- | -------------------------- | -------------------------------- | ---------------------------------- |
| 河野圭                | キーボード                 | プログラミング ピアノ キーボード | 2006年 - 2008年                    |
| フジタユウスケ        | ギター                     | 不参加                           | 2008年 - 2009年 2017年 -（不定期） |
| 岡愛子 （BimBamBoom） | ギター コーラス            | ギター コーラス                  | 2015年 - 2018年                    |
| つるうちはな          | キーボード ピアノ コーラス | キーボード ピアノ コーラス       | 2015年 - 2019年                    |
| 砂塚恵                | キーボード                 | キーボード ピアノ                | 2019年 -                           |

## 来歴

### 2003年〜2005年：結成〜メジャー・デビュー前
2003年5月18日、2002年より福岡のライブ喫茶・照和でライブを行っていた西村が「シュノーケル」名義を使用し始めた。
2004年1月、10代の頃に出場したバンドオーディションで知り合った西村、KABA_3、山田の3人で「シュノーケル」を結成し、2月1日、天神ビブレホールにて初ライブを敢行。3月7日、地元福岡のテレビ局KBCが主催するバンドオーディション「V3新人オーディション」でグランプリを獲得。その後福岡県を中心にライブ活動を開始。12月18日、4曲入り自主制作盤CD『シュノーケル』を発表し、DRUM SONにて初のワンマンライブを開催。
2005年5月27日に奥田民生のライブ、6月15日から6月24日のPUFFYのライブツアーなどでオープニングアクトを務め、6月1日、TURTLE RECORDSよりミニアルバム『ソラカラフル』をリリース。同アルバムの収録曲「レコード」、「空穴」は元the pillowsのベーシストでリーダーの上田ケンジがプロデュースした。

### 2005年〜2010年：メジャー・デビュー〜活動休止
2005年8月、メジャー・デビューすることが決定し、11月2日に1stシングル『大きな水たまり』をリリースし、SME Recordsからメジャー・デビュー。
2006年1月1日にテレビ東京系アニメ『NARUTO -ナルト-』のオープニングテーマとして使用されていた「波風サテライト」を2ndシングルとして発売。2月19日から2月25日にかけて、メジャーデビュー後初のライブツアー『波風サテライト Japan Tour '06』を開催。同年8月22日から25日にかけてBase Ball Bear・チャットモンチーとのスプリットツアー『若若男女サマーツアー'06』が開催された。
2007年4月18日に自身初の映画主題歌となった6thシングル『天気予報』を発売し、8月8日に7thシングル『奇跡』を発売。「奇跡」は、テレビ東京系アニメ『銀魂』のエンディングテーマに抜擢され、オリコンシングルチャート32位を記録し、自身最高位となった。
2009年9月16日、初のベスト・アルバム『Best+』を発売し、12月9日にCHELSEA HOTELで開催されたライブにて活動休止することを発表。
2010年2月11日より活動休止前最後のライブツアー『SNOWKEL THE LAST TOUR "素潜り"』がスタートし、3月14日の千秋楽を以て活動休止。

### 2014年〜：活動再開以降
2014年6月13日、五反田文化センターにて西村の弾き語りライブ「ピンシュノ2014」が開催された。ゲストで香葉村が参加し、アンコールにて観客として見に来ていた山田を呼び、4年ぶりに3人が揃い演奏した。10月20日に「西村晋弥とメガネメガネ」という名義でライブに出演し、ステージ上で復活ライブの開催を発表し、12月18日、CHELSEA HOTELにて、シュノーケル復活ライブ“I'm OK!”を開催。なお、この日はシュノーケルとしての初ライブから丸10年となる。
2015年5月24日、活動再開後初の作品となる9thシングル『RESTART/FIND』をTURTLE RECORDSから発売。7月17日にブラジル・サンパウロで開催された「Anime Friends 2015」、7月18日にブラジル・レシフェで開催された「Super-Con Brazil 2015」に出演し、自身初の海外でのライブを敢行。12月16日に3rdアルバム『EYE』を発売。
2017年12月3日、10thシングル『いいじゃん/factor』リリース。同日に渋谷GUILTYで開催された『シュノーケル ワンマンライブ「波風立てないと!!」』を開催し、ステージ上でクラウドファンディングサイト「CAMPFIRE」内でファンクラブ形式で未発表音源を配信する企画「UNSUNG SONGS」の発足を宣言した。
2018年7月7日・9日、ブラジル・サンパウロで開催された「Anime Friends 2018」に出演。同イベントのテーマ曲として「Best Friends」を書き下ろした。

## ディスコグラフィ
メンバーのソロ名義での作品や単独での参加作品に関しては、個人の項を参照。

### シングル
| 枚   | 発売日                      | タイトル          | 規格   | 規格品番 | 最高位 (オリコン) | 初収録アルバム                     |
| ---- | --------------------------- | ----------------- | ------ | -------- | ----------------- | ---------------------------------- |
| 1st  | 2005年11月2日               | 大きな水たまり    | 12cmCD | SECL-266 | 140位             | 『SNOWKEL SNORKEL』                |
| 2nd  | 2006年1月1日                | 波風サテライト    | 12cmCD | SECL-277 | 37位              | 『SNOWKEL SNORKEL』                |
| 3rd  | 2006年4月5日                | 旅人ビギナー      | 12cmCD | SECL-360 | 121位             | 『SNOWKEL SNORKEL』                |
| 4th  | 2006年8月23日               | solar wind        | 12cmCD | SECL-425 | 69位              | 『EQ』                             |
| 5th  | 2007年1月1日                | Bye-Bye × Hello   | 12cmCD | SECL-465 | 198位             | 『EQ』                             |
| 6th  | 2007年4月18日               | 天気予報          | 12cmCD | SECL-494 | 88位              | 『EQ』                             |
| 7th  | 2007年8月8日                | 奇跡              | 12cmCD | SECL-520 | 32位              | 『EQ』                             |
| 8th  | 2008年7月9日                | ナツカゼ          | 12cmCD | SECL-647 | 99位              | 『Best+』                          |
| 9th  | 2015年5月24日（ライブ会場） | RESTART/FIND      | 12cmCD | KAME-02  | 圏外              | 『EYE』（#1） アルバム未収録（#2） |
| 9th  | 2015年12月16日（全国発売）  | RESTART/FIND      | 12cmCD | KAME-02  | 圏外              | 『EYE』（#1） アルバム未収録（#2） |
| 10th | 2017年12月3日               | いいじゃん/factor | 12cmCD | KAME-05  | －                | 『NEW POP』                        |
| 11th | 2019年9月18日               | 君に響け          | 12cmCD | KAME-07  | －                | －                                 |

### オリジナル・アルバム
| 枚  | 発売日         | タイトル          | 規格   | 規格品番                        | 最高位 (オリコン) |
| --- | -------------- | ----------------- | ------ | ------------------------------- | ----------------- |
| 1st | 2006年4月26日  | SNOWKEL SNORKEL   | CD     | SECL-370                        | 82位              |
| 2nd | 2007年10月3日  | EQ                | CD+DVD | SECL-536〜537（初回生産限定盤） | 60位              |
| 2nd | 2007年10月3日  | EQ                | CD     | SECL-538（通常盤）              | 60位              |
| 3rd | 2015年12月16日 | EYE               | CD     | KAME-03                         | 215位             |
| 4th | 2017年3月15日  | popcorn labyrinth | CD     | KAME-04                         | 201位             |
| 5th | 2018年6月6日   | NEW POP           | CD     | KAME-06                         | 276位             |

### ベスト・アルバム
| 枚  | 発売日        | タイトル | 規格   | 規格品番                        | 最高位 (オリコン) |
| --- | ------------- | -------- | ------ | ------------------------------- | ----------------- |
| 1st | 2009年9月16日 | Best+    | CD+DVD | SECL-802〜803（初回生産限定盤） | 158位             |
| 1st | 2009年9月16日 | Best+    | CD     | SECL-804（通常盤）              | 158位             |

### スプリット・シングル
| 発売日         | タイトル                           | 規格 | 規格品番   | 最高位 (オリコン) | 初収録アルバム |
| -------------- | ---------------------------------- | ---- | ---------- | ----------------- | -------------- |
| 2008年8月6日   | A SIDE SPLIT Vol.2 〜water field〜 | CD   | SECL-661   | 168位             | 『Best+』      |
| 2008年11月17日 | A SIDE SPLIT Vol.3 〜snow field〜  | CD   | CTCR-80057 | 171位             | アルバム未収録 |

### ライブ会場限定シングル
| 枚  | 発売日        | タイトル     | 規格 | 初収録アルバム    |
| --- | ------------- | ------------ | ---- | ----------------- |
| 1st | 2016年5月27日 | TODAY/妄想中 | CD   | popcorn labyrinth |

### インディーズ盤
|            | 発売日         | タイトル     | 規格 | 規格品番 | レーベル       |
| ---------- | -------------- | ------------ | ---- | -------- | -------------- |
| 自主制作盤 | 2004年12月18日 | シュノーケル | CD   | －       | －             |
| Mini       | 2005年6月1日   | ソラカラフル | CD   | KAME-01  | TURTLE RECORDS |

### 共演作品
| タイトル  | 名義                 | 備考 |
| --------- | -------------------- | --- |
| LUCKY DAY | Snowkel vs AuraBreak | 2018年12月15日開催の南米のアニメ・コンベンション『Ressaca Friends』のステージ上で演奏された楽曲。『Ressaca Friends』の翌日にミュージック・ビデオが公開されたが、未音源化作品となっている。 |

### 未音源化作品
| タイトル        | 備考                                                        |
| --------------- | ----------------------------------------------------------- |
| Love Me Shelley | 西村が初めて監督・脚本を務めた映画『E干サークル』の主題歌。 |

### 収録作品
| 発売日         | タイトル                                      | 収録曲                   |
| -------------- | --------------------------------------------- | ------------------------ |
| 2006年8月2日   | 『NARUTO BEST HIT COLLECTION 2』              | 「波風サテライト」       |
| 2006年12月20日 | 『「牙」 オリジナル・サウンドトラック Vol.1』 | 「solar wind [TV ver.]」 |
| 2009年3月25日  | 『銀魂BEST』                                  | 「奇跡」                 |
| 2016年6月29日  | 『アニソンLOVE! 紫組』                        | 「波風サテライト」       |
| 2016年6月29日  | 『アニソンLOVE! 翠組』                        | 「奇跡」                 |
| 2017年12月13日 | 『NARUTO FINAL BEST』                         | 「波風サテライト」       |

### 参加作品
| アーティスト    | タイトル                            | 初出                         |
| --------------- | ----------------------------------- | ---------------------------- |
| Various Artists | 「おかしな2人」                     | 『ユニコーン・トリビュート』 |
| 河合杏林        | 「オレンジ -アイリとシュノーケル-」 | 『MONSTaR』                  |
| フジタユウスケ  | 「時を重ねて」                      | 『Road of Life』             |
| つるうちはな    | 「ぶっちぎって光」                  | 『ぶっちぎって光』           |
| もふる×クロス   | 「走ってく」                        | 『走ってく』                 |

## タイアップ
| 起用年 | 曲名                   | タイアップ                                                   | 初出                           |
| ------ | ---------------------- | ------------------------------------------------------------ | ------------------------------ |
| 2005年 | レコード               | KBCテレビ『V3』2005年6月度エンディングテーマ                 | インディーズ盤『ソラカラフル』 |
| 2005年 | 空穴                   | KBC高校野球イメージソング                                    | インディーズ盤『ソラカラフル』 |
| 2005年 | 大きな水たまり         | テレビ東京系『LIVE BANG!』2005年11月度エンディングテーマ     | シングル『大きな水たまり』     |
| 2005年 | 大きな水たまり         | 全国音楽情報番組『MUSIC B.B.』2005年11月度オープニングテーマ | シングル『大きな水たまり』     |
| 2005年 | 大きな水たまり         | KBCテレビ『ドォーモ』2005年11月度エンディングテーマ          | シングル『大きな水たまり』     |
| 2005年 | 大きな水たまり         | KBCテレビ『V3』2005年11月度エンディングテーマ                | シングル『大きな水たまり』     |
| 2006年 | 波風サテライト         | テレビ東京系アニメ『NARUTO -ナルト-』第7期オープニングテーマ | シングル『波風サテライト』     |
| 2006年 | 旅人ビギナー           | テレビ東京系『JAPAN COUNTDOWN』2006年4月度エンディングテーマ | シングル『旅人ビギナー』       |
| 2006年 | 100,000hp              | 本田技研工業「翼ある人。自由へ篇」CMソング                   | アルバム『SNOWKEL SNORKEL』    |
| 2006年 | solar wind             | テレビ東京系アニメ『牙 -KIBA-』第2期エンディングテーマ       | シングル『solar wind』         |
| 2006年 | solar wind             | テレビ神奈川『saku saku』2006年8月度エンディングテーマ       | シングル『solar wind』         |
| 2007年 | 天気予報               | 日活配給映画『あしたの私のつくり方』主題歌                   | シングル『天気予報』           |
| 2007年 | 天気予報               | NTTドコモ CMソング                                           | シングル『天気予報』           |
| 2007年 | 奇跡                   | テレビ東京系アニメ『銀魂』第6期エンディングテーマ            | シングル『奇跡』               |
| 2007年 | アイラブユー           | マッチングサイト「match.com」タイアップソング。              | アルバム『EQ』                 |
| 2009年 | 蛍                     | J SPORTS『野球好きニュース』挿入曲                           | ベスト・アルバム『Best+』      |
| 2016年 | How to make your smile | ハウスマイル web CMソング                                    | シングル『君に響け』           |
| 2017年 | RESTART                | 日産プリンス金沢TVCMソング                                   | シングル『RESTART / FIND』     |
| 2017年 | QUEST                  | 北日本放送「ミラコン2017」CMソング                           | アルバム『EYE』                |
| 2018年 | NewPOP                 | 翻訳出版社「NewPOP」タイアップソング                         | アルバム『NEW POP』            |
| 2018年 | Best Friends           | アニメコンベンション「Anime Friends 2018」テーマ曲           | アルバム『NEW POP』            |
| 2019年 | Love Me Shelley        | 映画『E干サークル』主題歌                                    | N/A                            |
| 2019年 | WARP                   | ハウスマイル web CMソング                                    | シングル『君に響け』           |

## 出演

### ラジオ
- シュノーケルの水中レディオ（KBCラジオ『KBCラジオ カットラ!!』内コーナー、2005年4月3日 - 不明）
- シュノーケルの水中通信（FM福岡、2006年1月3日 - 2007年9月26日）

## 連載
- シュノーケルの水中タイムス（WHAT's IN?、不明 - 2007年01月号）